# Tenzing Norgay Trainor
Tenzing Norgay Trainor (Plantation, Florida, Estados Unidos, 4 de septiembre de 2001) es un actor y voz estadounidense. Fue nominado en 2020 a los premios Annie por su actuación de voz en la película animada Abominable.

## Biografía
Es nieto de Tenzing Norgay, primera persona en escalar hasta la cima del monte Everest y regresar vivo.
Tenzing Trainor Norgay comenzó su carrera a los ocho años. Se une al reparto de la serie piloto de Bits and Pieces, una serie desarrollada para Disney Channel. Poco después, el canal anunció que la serie pasaba a llamarse Liv and Maddie y también confirmó la participación del actor en el casting. Interpreta a Parker Rooney, el inteligente hermano menor de las hermanas gemelas que protagonizan la historia.
En 2019, protagonizó la película de animación chino-estadounidense Abominable donde interpretó a Jin7, coproducida por DreamWorks Animation. Por esta producción —en la que prestó su voz al personaje de Jin junto a Chloe Bennett— recibió una nominación al premio Annie a la mejor interpretación de voz.
En 2022 participó de la serie Boo, Bitch, estrenada a comienzos de julio de 2022. En ella personifica a Gavin, un médium y miembro del grupo Afterlifer. Ha formado parte del grupo musical Disney Channel Circle of Stars, en el que participó en una versión del tema «Do You Want to Build a Snowman?», de la banda sonora de la película Frozen.

## Filmografía
| Año  | Título              | Rol    | Notas              |
| ---- | ------------------- | ------ | ------------------ |
| 2012 | Almost Paradox      | Hijo   | Cortometraje       |
| 2012 | El medallón perdido | Niño 2 | Voz                |
| 2013 | Super Buddies       | Buddha | Voz                |
| 2013 | Clueless            | Liam   | Cortometraje       |
| 2019 | Abominable          | Jin    | Rol principal, voz |

| Año       | Título                            | Rol            | Notas                                                                   |
| --------- | --------------------------------- | -------------- | ----------------------------------------------------------------------- |
| 2012      | Stevie TV                         | Chico Gosselin | Episodio: «Action»                                                      |
| 2012      | The Jadagrace Show                | Jackie Swartz  | Episodio: «The Body Guard»                                              |
| 2012      | Bits and Pieces                   | Brody          | Rol principal, película de televisión                                   |
| 2013–2017 | Liv and Maddie                    | Parker Rooney  | Rol principal (temporadas 1–4); 80 episodios                            |
| 2013      | ¡Buena suerte, Charlie!           | Devan          | Episodio: «Rock Enroll»                                                 |
| 2014      | Jessie                            | Parker Rooney  | Episodio: «Jessie's Aloha Holidays with Parker and Joey»                |
| 2017      | The Mick                          | Jaxon          | Episodio: «The Teacher»                                                 |
| 2018      | Knight Squad                      | Jimbo          | Episodios: «The Dork Knight Returns» y «Fight for Your Knight to Party» |
| 2019      | Modern Family                     | David Tashi    | Episodios: «A Game of Chicken»                                          |
| 2019      | The Stranded                      | Gun            | Voz; 7 episodios                                                        |
| 2020–2021 | American Housewife                | Trevor         | 6 episodios                                                             |
| 2022      | Boo, Bitch                        | Gavin          | Recurrente                                                              |
| 2022      | Abominable and the Invisible City | Jin            | 10 episodios                                                            |
| 2023      | Freeridge                         | Cameron        | 8 episodios                                                             |

## Premios y nominaciones
| Año  | Premio                    | Trabajo    | Categoría                   | Resultado |
| ---- | ------------------------- | ---------- | --------------------------- | --------- |
| 2019 | Independent Shorts Awards | Clueless   | Mejor actor joven/infantil  | Ganador   |
| 2020 | Premios Annie             | Abominable | Mejor interpretación de voz | Nominado  |